# Jefferson Lerma
Jefferson Andrés Lerma Solís (Cerrito, 25 ottobre 1994) è un calciatore colombiano, centrocampista del Crystal Palace e della nazionale colombiana.

## Carriera

### Club

#### Atlético Huila

##### 2013 Apertura e Clausura
Nato a El Cerrito, Valle del Cauca, Lerma si trasferì a Neiva, Huila e si diplomò presso il settore giovanile dell'Atlético Huila. Dopo essere stato promosso in prima squadra nel gennaio 2013, ha fatto il suo debutto professionale il 30 marzo, giocando titolare in un pareggio casalingo per 0-0 contro Millonarios. Il 17 aprile, Lerma ha fornito l'assist per il terzo gol dell'Huila contro Independiente Medellín, permettendo alla sua squadra di vincere 3-2. Lerma ha giocato 20 partite durante la sua prima stagione professionale, con la sua squadra che ha terminato al 13º posto nell'Apertura.
Per il Clausura 2013, la squadra di Lerma ha evitato uno spareggio per la retrocessione, finendo al 14º posto con due punti in più rispetto al Cúcuta Deportivo, che è stato retrocesso dopo aver perso la sua serie di play-off contro la squadra di seconda divisione Fortaleza FC.

##### 2014 Apertura e Clausura
Il 6 febbraio 2014 ha segnato i suoi primi gol da professionista, mettendo a segno una doppietta in una vittoria casalinga per 3-1 contro la neopromossa Fortaleza. L'Huila non è riuscito a qualificarsi per la fase finale dell'Apertura finendo quindi al posto.
Il 20 ottobre ha segnato un gol decisivo in una vittoria per 3-0 contro Deportivo Pasto. L'Huila si è qualificato per la fase finale del Clausura 2014, ma non è riuscito a raggiungere la finale.

##### 2015 Apertura
Nell'Apertura 2015 mantenne un rendimento costante, ottenendo con l'Huila il primo posto nella classifica del campionato, qualificandosi così per i quarti di finale dell'Apertura contro Deportes Tolima. L'Huila fu eliminato dal Tolima con Lerma che non partecipò ad entrambe le partite a causa di un infortunio. Il suo rendimento attirò l'interesse della squadra spagnola Levante. Nonostante voci su un possibile prestito in Spagna, Lerma fu incluso nella rosa dell'Huila per la prima parte del 2015 Clausura.

#### Levante

##### Stagione 2015-16: Retrocessione

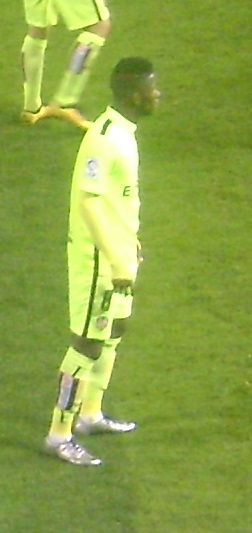
Lerma con il Levante nel 2016

Mentre disputava le Olimpiadi estive 2016 con la Colombia il 13 agosto, Lerma accettò un contratto di prestito di un anno con il club di La Liga Levante. Ha fatto il suo debutto più tardi quel mese, sostituendo Nabil Ghilas in un pareggio per 0-0 in trasferta contro Las Palmas. Lerma si è rapidamente integrato nella dinamica della squadra del Levante e ha segnato il suo primo gol nella massima categoria del calcio spagnolo il 7 dicembre 2015, realizzando il primo gol della partita in un pareggio per 1-1 in trasferta contro Espanyol. Ha fornito un assist a Deyverson il 25 febbraio 2016, aiutando il Levante a vincere il loro match casalingo contro Las Palmas per 3-2. Dopo aver disputato 25 partite per il club, ha firmato un contratto di quattro anni valido dal 1º luglio 2016 per una cifra di trasferimento di €600,000. Ha fornito un altro assist durante la sua stagione d'esordio con il Levante in una partita contro Athletic Bilbao il 24 aprile, terminata 2-2. Il 2 maggio, Lerma e la sua squadra sono retrocessi in seconda divisione dopo una sconfitta contro il Málaga CF, lasciando il Levante senza possibilità matematiche di evitare la retrocessione. In totale, Lerma ha chiuso la stagione con 34 presenze, un gol e due assist in tutte le competizioni.

##### Stagione 2016-17: Promozione
Lerma ha fatto il suo debutto in Segunda División il 4 settembre 2016, entrando dalla panchina in un pareggio per 1-1 in trasferta contro il Gimnàstic. Il 2 ottobre, ha ricevuto due cartellini gialli durante la vittoria del Levante per 3-2 sul Real Valladolid. Il 15 ottobre, Lerma ha guidato il Levante a una importante vittoria contro il Mallorca, segnando il secondo gol del Levante in un trionfo per 2-1. Ha fornito l'assist per il nono gol della stagione di Roger Martí durante la vittoria esterna del Levante per 0-3 contro il CD Mirandés. L'11 gennaio 2017, Lerma ha segnato il suo primo gol dell'anno, il secondo del Levante in una vittoria esterna per 0-2 contro l'UCAM Murcia CF. Ad aprile, un infortunio muscolare lo ha tenuto fuori per sei partite di campionato. Il 13 maggio ha fatto il suo ritorno come titolare durante la vittoria casalinga del Levante per 2-1 contro il Girona. Dopo una stagione combattuta, il Levante ha terminato al primo posto ed è stato incoronato campione della stagione 2016-17 Segunda División, ottenendo così la promozione diretta in La Liga.

##### Stagione 2017-18
Il 21 agosto 2017 ha fatto il suo ritorno nella massima serie del calcio spagnolo in casa contro il Villareal CF, dove Lerma ha giocato tutta la partita e la sua squadra ha ottenuto una vittoria per 1-0. Durante la prima metà della stagione, un infortunio muscolare ha impedito a Lerma di disputare nove partite di campionato. Il 26 febbraio 2018, Lerma è tornato in campo dopo il recupero contro il Real Betis. Il 31 marzo, Lerma ha fornito un assist per il gol del pareggio decisivo di José Luis Morales contro il Girona in trasferta. Il 13 maggio, Lerma ha partecipato alla storica vittoria del Levante contro il FC Barcelona, che si è conclusa 5-4 in favore del Levante presso l'Estadi Ciutat de València. La squadra di Lerma ha terminato al 15º posto alla fine della stagione, mantenendo così un posto nella massima serie spagnola.

#### AFC Bournemouth

##### Stagione 2018-19
Il 7 agosto 2018, Lerma si è trasferito al club della Premier League AFC Bournemouth per una cifra record per il club di €30 milioni. Il 1 settembre ha fatto il suo debutto per il Bournemouth giocando 88 minuti in una sconfitta per 2-0 contro il Chelsea. Il 1º ottobre, durante una partita di campionato contro il Crystal Palace, Lerma è stato atterrato in area di rigore, risultando in un calcio di rigore per il Bournemouth. Junior Stanislas ha trasformato con successo il rigore decisivo che ha aiutato il Bournemouth a vincere la partita 2-1. Lerma ha segnato il suo primo gol per il club in una sconfitta per 2-1 contro il Newcastle United il 10 novembre 2018. Ha segnato l'ultimo giorno della sua prima stagione in club in una sconfitta per 5-3 in trasferta contro il Crystal Palace. Lerma si è affermato come un giocatore preferito dai tifosi, grazie al suo stile di gioco duro e senza fronzoli, oltre ad essere una parte importante della squadra del Bournemouth durante la sua prima stagione in Premier League; totalizzando 32 presenze in tutte le competizioni e segnando due gol in campionato. In conclusione, il Bournemouth ha terminato la stagione di Premier League al 13º posto.

##### Stagione 2019-20: Retrocessione in Championship
Il 14 dicembre 2019, Lerma fornì un assist fondamentale per l'unico gol di Dan Gosling che aiutò il Bournemouth a battere il Chelsea 0-1 allo Stamford Bridge. Il 29 febbraio 2020, segnò il suo terzo gol per il club in un pareggio casalingo per 2-2 contro il Chelsea, sfruttando un calcio d'angolo di Ryan Fraser con un colpo di testa per fare 1-1. Lerma fornì il suo secondo assist della stagione contro il Liverpool ad Anfield, supportando Callum Wilson a segnare l'1-0 nel nono minuto. Nonostante gli sforzi della squadra, il Bournemouth finì perdendo 2-1, spingendo la squadra al 18º posto in classifica. Alla fine della stagione, la squadra di Lerma retrocesse in Championship, finendo al 19º posto.

##### Stagione 2020-21
Nella partita d'apertura, Lerma segnò il secondo gol del Bournemouth aiutando la sua squadra a vincere 3-2 contro il Blackburn Rovers. Fece un altro contributo notevole il 27 settembre 2020, fornendo a Arnaut Danjuma un assist fondamentale per vincere la partita 1-0 contro il Norwich City. Nella partita successiva, Lerma segnò il primo gol del Bournemouth contro il Coventry City, terminata con una vittoria esterna per 1-3. A dicembre, Lerma fu accusato di un reato di morso relativo a un atto di condotta violenta durante una partita contro lo Sheffield Wednesday il 3 novembre 2020. Il 12 dicembre, Lerma fornì un altro assist per l'ottavo gol in campionato di Dominic Solanke, durante la vittoria del Bournemouth per 5-0 sul Huddersfield Town. Ha ricevuto la sua prima espulsione con il Bournemouth per condotta violenta il 16 gennaio 2021, durante la sconfitta casalinga del Bournemouth per 0-1 contro il Luton Town. Il 2 aprile, Lerma segnò il suo terzo gol stagionale nella vittoria del Bournemouth per 3-1 contro il Middlesbrough. Alla fine, il Bournemouth ha concluso la stagione al quinto posto, qualificandosi così per i play-off di Championship contro il Brentford. Nonostante avessero vinto l'andata per 1-0, il Bournemouth ha subito una sconfitta per 3-1 nel ritorno, non riuscendo così a ottenere la promozione in Premier League.

##### Stagione 2021-22: Promozione in Premier League
Il 28 agosto 2021, Lerma disputò la sua prima partita stagionale, in un pareggio senza reti in trasferta contro l'Hull City. Lerma si rivelò un elemento fondamentale nella dinamica del Bournemouth durante la loro striscia di 15 partite senza sconfitte. Il 21 novembre, Lerma fornì il suo primo assist stagionale, contribuendo al 14° gol stagionale del compagno di squadra Solanke durante la sconfitta per 3-2 del Bournemouth in trasferta contro il Derby County. Il 27 novembre, Lerma fu espulso direttamente durante il pareggio per 2-2 del Bournemouth contro il Coventry City. Di conseguenza, saltò tre partite di campionato. Ricevette la sua seconda espulsione stagionale durante la vittoria per 3-1 della sua squadra contro il Birmingham City. Di conseguenza, Lerma fu sospeso per quattro partite di campionato. Il 12 marzo, Lerma fece ritorno dal periodo di sospensione contro il Derby County, con la sua squadra che vinse 2-0. Il 15 marzo, Lerma fornì nuovamente un assist a Solanke, aiutandolo a segnare il suo 22° gol stagionale. La giornata seguente, Lerma segnò il suo primo gol stagionale in una vittoria per 3-0 in trasferta contro l'Huddersfield Town. Il 18 aprile, Lerma fornì ancora un assist a Solanke, questa volta contro il Coventry, in una vittoria per 0-3 in trasferta. A fine anno le Cherries raggiunsero il secondo posto in campionato e furono promosse di nuovo in Premier League dopo due stagioni.

##### Stagione 2022-23: Ultima stagione e partenza
Il 6 agosto 2022, Lerma segnò il primo gol del Bournemouth della stagione durante la giornata inaugurale della Premier League, in cui la sua squadra sconfisse l'Aston Villa 2-0. Conseguentemente, il gol di Lerma divenne il più veloce mai segnato da una squadra neopromossa, realizzato a un minuto e 56 secondi dall'inizio. Il 15 ottobre, Lerma segnò il suo secondo gol della stagione in un pareggio per 2-2 contro il Fulham. Il 25 febbraio 2023 segnò il suo terzo gol in Premier League della stagione, l'unico gol del Bournemouth in una sconfitta casalinga per 1-4 contro il Manchester City. Il 30 aprile 2023 segnò due gol in quattro minuti del primo tempo in una vittoria casalinga per 4-1 contro il Leeds United. Il 31 maggio, fu annunciato che Lerma avrebbe lasciato il Bournemouth dopo cinque anni passati al club.

#### Crystal Palace
L'8 giugno 2023 firmò un contratto triennale con il Crystal Palace con decorrenza dal 1º luglio seguente .

### Nazionale
Il 13 ottobre 2020 realizzò la sua prima rete in nazionale nel pareggio per 2-2 contro il Cile.

## Statistiche

### Presenze e reti nei club
Statistiche aggiornate al 17 dicembre 2023.
| Stagione              | Club                  | Campionato            | Campionato | Campionato | Coppe nazionali | Coppe nazionali | Coppe nazionali | Coppe continentali | Coppe continentali | Coppe continentali | Supercoppe | Supercoppe | Supercoppe | Totale | Totale |
| Stagione              | Club                  | Comp                  | Pres       | Reti       | Comp            | Pres            | Reti            | Comp               | Pres               | Reti               | Comp       | Pres       | Reti       | Pres   | Reti   |
| --------------------- | --------------------- | --------------------- | ---------- | ---------- | --------------- | --------------- | --------------- | ------------------ | ------------------ | ------------------ | ---------- | ---------- | ---------- | ------ | ------ |
| 2013                  | Atlético Huila        | A                     | 24         | 0          | CC              | 2               | 0               | -                  | -                  | -                  | -          | -          | -          | 26     | 0      |
| 2014                  | Atlético Huila        | A                     | 37         | 4          | CC              | 7               | 1               | -                  | -                  | -                  | -          | -          | -          | 44     | 5      |
| 2015                  | Atlético Huila        | A                     | 23         | 2          | CC              | 0               | 0               | -                  | -                  | -                  | -          | -          | -          | 23     | 2      |
| Totale Atlético Huila | Totale Atlético Huila | Totale Atlético Huila | 84         | 6          |                 | 9               | 1               |                    | -                  | -                  |            | -          | -          | 93     | 7      |
| 2015-2016             | Levante               | PD                    | 33         | 1          | CR              | 1               | 0               | -                  | -                  | -                  | -          | -          | -          | 34     | 1      |
| 2016-2017             | Levante               | SD                    | 30         | 2          | CR              | 1               | 0               | -                  | -                  | -                  | -          | -          | -          | 31     | 2      |
| 2017-2018             | Levante               | PD                    | 26         | 0          | CR              | 2               | 0               | -                  | -                  | -                  | -          | -          | -          | 28     | 0      |
| Totale Levante        | Totale Levante        | Totale Levante        | 89         | 3          |                 | 4               | 0               |                    | -                  | -                  |            | -          | -          | 93     | 3      |
| 2018-2019             | Bournemouth           | PL                    | 30         | 2          | FACup+CdL       | 0+2             | 0               | -                  | -                  | -                  | -          | -          | -          | 32     | 2      |
| 2019-2020             | Bournemouth           | PL                    | 33         | 1          | FACup+CdL       | 0               | 0               | -                  | -                  | -                  | -          | -          | -          | 33     | 1      |
| 2020-2021             | Bournemouth           | FLC                   | 44         | 3          | FACup+CdL       | 3+1             | 0               | -                  | -                  | -                  | -          | -          | -          | 48     | 3      |
| 2021-2022             | Bournemouth           | FLC                   | 34         | 1          | FACup+CdL       | 0               | 0               | -                  | -                  | -                  | -          | -          | -          | 34     | 1      |
| 2022-2023             | Bournemouth           | PL                    | 37         | 5          | FACup+CdL       | 0               | 0               | -                  | -                  | -                  | -          | -          | -          | 37     | 5      |
| Totale Bournemouth    | Totale Bournemouth    | Totale Bournemouth    | 178        | 12         |                 | 6               | 0               |                    | -                  | -                  |            | -          | -          | 184    | 12     |
| 2023-2024             | Crystal Palace        | PL                    | 28         | 1          | FACup+CdL       | 2+1             | 0+0             | -                  | -                  | -                  | -          | -          | -          | 31     | 1      |
| Totale carriera       | Totale carriera       | Totale carriera       | 379        | 22         |                 | 22              | 1               |                    | -                  | -                  |            | -          | -          | 401    | 23     |

### Cronologia presenze e reti in nazionale
| Cronologia completa delle presenze e delle reti in nazionale ― Colombia | Cronologia completa delle presenze e delle reti in nazionale ― Colombia | Cronologia completa delle presenze e delle reti in nazionale ― Colombia | Cronologia completa delle presenze e delle reti in nazionale ― Colombia | Cronologia completa delle presenze e delle reti in nazionale ― Colombia | Cronologia completa delle presenze e delle reti in nazionale ― Colombia | Cronologia completa delle presenze e delle reti in nazionale ― Colombia | Cronologia completa delle presenze e delle reti in nazionale ― Colombia |
| Data                                                                    | Città                                                                   | In casa                                                                 | Risultato                                                               | Ospiti                                                                  | Competizione                                                            | Reti                                                                    | Note                                                                    |
| ----------------------------------------------------------------------- | ----------------------------------------------------------------------- | ----------------------------------------------------------------------- | ----------------------------------------------------------------------- | ----------------------------------------------------------------------- | ----------------------------------------------------------------------- | ----------------------------------------------------------------------- | ----------------------------------------------------------------------- |
| 10-11-2017                                                              | Suwon                                                                   | Corea del Sud                                                           | 2 – 1                                                                   | Colombia                                                                | Amichevole                                                              | -                                                                       | 82’ 90+4’                                                               |
| 14-11-2017                                                              | Chongqing                                                               | Cina                                                                    | 0 – 4                                                                   | Colombia                                                                | Amichevole                                                              | -                                                                       |                                                                         |
| 23-3-2018                                                               | Saint-Denis                                                             | Francia                                                                 | 2 – 3                                                                   | Colombia                                                                | Amichevole                                                              | -                                                                       | 67’                                                                     |
| 27-3-2018                                                               | Londra                                                                  | Colombia                                                                | 0 – 0                                                                   | Australia                                                               | Amichevole                                                              | -                                                                       | 46’                                                                     |
| 1-6-2018                                                                | Bergamo                                                                 | Egitto                                                                  | 0 – 0                                                                   | Colombia                                                                | Amichevole                                                              | -                                                                       | 81’                                                                     |
| 19-6-2018                                                               | Saransk                                                                 | Colombia                                                                | 1 – 2                                                                   | Giappone                                                                | Mondiali 2018 - 1º turno                                                | -                                                                       |                                                                         |
| 24-6-2018                                                               | Kazan'                                                                  | Polonia                                                                 | 0 – 3                                                                   | Colombia                                                                | Mondiali 2018 - 1º turno                                                | -                                                                       | 73’                                                                     |
| 28-6-2018                                                               | Samara                                                                  | Senegal                                                                 | 0 – 1                                                                   | Colombia                                                                | Mondiali 2018 - 1º turno                                                | -                                                                       | 83’                                                                     |
| 3-7-2018                                                                | Tušino                                                                  | Colombia                                                                | 1 – 1 dts (3 - 4 dtr)                                                   | Inghilterra                                                             | Mondiali 2018 - Ottavi di finale                                        | -                                                                       | 61’                                                                     |
| 22-3-2019                                                               | Yokohama                                                                | Giappone                                                                | 0 – 1                                                                   | Colombia                                                                | Amichevole                                                              | -                                                                       |                                                                         |
| 4-6-2019                                                                | Bogotà                                                                  | Colombia                                                                | 3 – 0                                                                   | Panama                                                                  | Amichevole                                                              | -                                                                       | 46’                                                                     |
| 15-6-2019                                                               | Salvador                                                                | Argentina                                                               | 0 – 2                                                                   | Colombia                                                                | Coppa America 2019 - 1º turno                                           | -                                                                       | 64’ 90+4’                                                               |
| 23-6-2019                                                               | Salvador de Bahia                                                       | Colombia                                                                | 1 – 0                                                                   | Paraguay                                                                | Coppa America 2019 - 1º turno                                           | -                                                                       |                                                                         |
| 7-9-2019                                                                | Miami Gardens                                                           | Brasile                                                                 | 2 – 2                                                                   | Colombia                                                                | Amichevole                                                              | -                                                                       | 61’                                                                     |
| 10-9-2019                                                               | Tampa                                                                   | Colombia                                                                | 0 – 0                                                                   | Venezuela                                                               | Amichevole                                                              | -                                                                       | 54’                                                                     |
| 12-10-2019                                                              | Alicante                                                                | Colombia                                                                | 0 – 0                                                                   | Cile                                                                    | Amichevole                                                              | -                                                                       | 61’                                                                     |
| 15-10-2019                                                              | Lilla                                                                   | Algeria                                                                 | 3 – 0                                                                   | Colombia                                                                | Amichevole                                                              | -                                                                       | 78’                                                                     |
| 16-11-2019                                                              | Miami Gardens                                                           | Colombia                                                                | 1 – 0                                                                   | Perù                                                                    | Amichevole                                                              | -                                                                       | 43’                                                                     |
| 19-11-2019                                                              | Harrison                                                                | Ecuador                                                                 | 0 – 1                                                                   | Colombia                                                                | Amichevole                                                              | -                                                                       | 73’                                                                     |
| 9-10-2020                                                               | Barranquilla                                                            | Colombia                                                                | 3 – 0                                                                   | Venezuela                                                               | Qual. Mondiali 2022                                                     | -                                                                       |                                                                         |
| 13-10-2020                                                              | Santiago del Cile                                                       | Cile                                                                    | 2 – 2                                                                   | Colombia                                                                | Qual. Mondiali 2022                                                     | 1                                                                       |                                                                         |
| 13-11-2020                                                              | Barranquilla                                                            | Colombia                                                                | 0 – 3                                                                   | Uruguay                                                                 | Qual. Mondiali 2022                                                     | -                                                                       | 74’                                                                     |
| 17-11-2020                                                              | Quito                                                                   | Ecuador                                                                 | 6 – 1                                                                   | Colombia                                                                | Qual. Mondiali 2022                                                     | -                                                                       | 19’ 76’                                                                 |
| 8-6-2021                                                                | Barranquilla                                                            | Colombia                                                                | 2 – 2                                                                   | Argentina                                                               | Qual. Mondiali 2022                                                     | -                                                                       |                                                                         |
| 7-10-2021                                                               | Montevideo                                                              | Uruguay                                                                 | 0 – 0                                                                   | Colombia                                                                | Qual. Mondiali 2022                                                     | -                                                                       | 58’                                                                     |
| 10-10-2021                                                              | Barranquilla                                                            | Colombia                                                                | 0 – 0                                                                   | Brasile                                                                 | Qual. Mondiali 2022                                                     | -                                                                       |                                                                         |
| 11-11-2021                                                              | San Paolo                                                               | Brasile                                                                 | 1 – 0                                                                   | Colombia                                                                | Qual. Mondiali 2022                                                     | -                                                                       |                                                                         |
| 16-11-2021                                                              | Barranquilla                                                            | Colombia                                                                | 0 – 0                                                                   | Paraguay                                                                | Qual. Mondiali 2022                                                     | -                                                                       |                                                                         |
| 24-3-2022                                                               | Barranquilla                                                            | Colombia                                                                | 3 – 0                                                                   | Bolivia                                                                 | Qual. Mondiali 2022                                                     | -                                                                       | 74’                                                                     |
| 29-3-2022                                                               | Ciudad Guayana                                                          | Venezuela                                                               | 0 – 1                                                                   | Colombia                                                                | Qual. Mondiali 2022                                                     | -                                                                       |                                                                         |
| 25-9-2022                                                               | Harrison                                                                | Colombia                                                                | 4 – 1                                                                   | Guatemala                                                               | Amichevole                                                              | -                                                                       |                                                                         |
| 28-9-2022                                                               | Santa Clara                                                             | Messico                                                                 | 2 – 3                                                                   | Colombia                                                                | Amichevole                                                              | -                                                                       | 87’                                                                     |
| 20-11-2022                                                              | Fort Lauderdale                                                         | Colombia                                                                | 2 – 0                                                                   | Paraguay                                                                | Amichevole                                                              | -                                                                       |                                                                         |
| 16-6-2023                                                               | Valencia                                                                | Colombia                                                                | 1 – 0                                                                   | Iraq                                                                    | Amichevole                                                              | -                                                                       |                                                                         |
| 20-6-2023                                                               | Gelsenkirchen                                                           | Germania                                                                | 0 – 2                                                                   | Colombia                                                                | Amichevole                                                              | -                                                                       | 11’ 77’                                                                 |
| 7-9-2023                                                                | Barranquilla                                                            | Colombia                                                                | 1 – 0                                                                   | Venezuela                                                               | Qual. Mondiali 2026                                                     | -                                                                       |                                                                         |
| 12-9-2023                                                               | Santiago del Cile                                                       | Cile                                                                    | 0 – 0                                                                   | Colombia                                                                | Qual. Mondiali 2026                                                     | -                                                                       |                                                                         |
| 16-11-2023                                                              | Barranquilla                                                            | Colombia                                                                | 2 – 1                                                                   | Brasile                                                                 | Qual. Mondiali 2026                                                     | -                                                                       | 83’                                                                     |
| 21-11-2023                                                              | Asunción                                                                | Paraguay                                                                | 0 – 1                                                                   | Colombia                                                                | Qual. Mondiali 2026                                                     | -                                                                       |                                                                         |
| 22-3-2024                                                               | Londra                                                                  | Spagna                                                                  | 0 – 1                                                                   | Colombia                                                                | Amichevole                                                              | -                                                                       |                                                                         |
| 26-3-2024                                                               | Madrid                                                                  | Colombia                                                                | 3 – 2                                                                   | Romania                                                                 | Amichevole                                                              | -                                                                       | 85’                                                                     |
| 8-6-2024                                                                | Landover                                                                | Stati Uniti                                                             | 1 – 5                                                                   | Colombia                                                                | Amichevole                                                              | -                                                                       | 83’                                                                     |
| 15-6-2024                                                               | East Hartford                                                           | Colombia                                                                | 3 – 0                                                                   | Bolivia                                                                 | Amichevole                                                              | -                                                                       | 34’ 70’                                                                 |
| 24-6-2024                                                               | Houston                                                                 | Colombia                                                                | 2 – 1                                                                   | Paraguay                                                                | Coppa America 2024 - 1º turno                                           | 1                                                                       | 14’ 68’                                                                 |
| 28-6-2024                                                               | Glendale                                                                | Colombia                                                                | 3 – 0                                                                   | Costa Rica                                                              | Coppa America 2024 - 1º turno                                           | -                                                                       | 71’                                                                     |
| 2-7-2024                                                                | Santa Clara                                                             | Brasile                                                                 | 1 – 1                                                                   | Colombia                                                                | Coppa America 2024 - 1º turno                                           | -                                                                       | 27’                                                                     |
| 10-7-2024                                                               | Charlotte                                                               | Uruguay                                                                 | 0 – 1                                                                   | Colombia                                                                | Coppa America 2024 - Semifinale                                         | 1                                                                       |                                                                         |
| 14-7-2024                                                               | Miami Gardens                                                           | Argentina                                                               | 1 – 0 dts                                                               | Colombia                                                                | Coppa America 2024 - Finale                                             | -                                                                       | 105’                                                                    |
| 6-9-2024                                                                | Lima                                                                    | Perù                                                                    | 1 – 1                                                                   | Colombia                                                                | Qual. Mondiali 2026                                                     | -                                                                       |                                                                         |
| 10-9-2024                                                               | Barranquilla                                                            | Colombia                                                                | 2 – 1                                                                   | Argentina                                                               | Qual. Mondiali 2026                                                     | -                                                                       |                                                                         |
| 10-10-2024                                                              | El Alto                                                                 | Bolivia                                                                 | 1 – 0                                                                   | Colombia                                                                | Qual. Mondiali 2026                                                     | -                                                                       | 63’                                                                     |
| 15-10-2024                                                              | Barranquilla                                                            | Colombia                                                                | 4 – 0                                                                   | Cile                                                                    | Qual. Mondiali 2026                                                     | -                                                                       |                                                                         |
| 20-3-2025                                                               | Brasilia                                                                | Brasile                                                                 | 2 – 1                                                                   | Colombia                                                                | Qual. Mondiali 2026                                                     | -                                                                       |                                                                         |
| 25-3-2025                                                               | Barranquilla                                                            | Colombia                                                                | 2 – 2                                                                   | Paraguay                                                                | Qual. Mondiali 2026                                                     | -                                                                       |                                                                         |
| 6-6-2025                                                                | Barranquilla                                                            | Colombia                                                                | 0 – 0                                                                   | Perù                                                                    | Qual. Mondiali 2026                                                     | -                                                                       | 75’                                                                     |
| 10-6-2025                                                               | Buenos Aires                                                            | Argentina                                                               | 1 – 1                                                                   | Colombia                                                                | Qual. Mondiali 2026                                                     | -                                                                       |                                                                         |
| Totale                                                                  |                                                                         | Presenze                                                                | 56                                                                      |                                                                         | Reti                                                                    | 3                                                                       |                                                                         |

## Palmarès

### Club

#### Competizioni nazionali
- Segunda Division: 1

Levante: 2016-2017
- Coppa d'Inghilterra: 1

Crystal Palace: 2024-2025
- Community Shield: 1

Crystal Palace: 2025